# 映画の盗撮の防止に関する法律
映画の盗撮の防止に関する法律（えいがのとうさつのぼうしにかんするほうりつ、平成19年5月30日法律第65号）は、映画館における映画の盗撮行為の禁止に関する日本の法律である。通称、映画盗撮防止法。
超党派の議員立法により成立し、2007年（平成19年）5月30日に公布、同年8月30日に施行された。

## 概要
映画館等における映画の録音・録画を原則として「盗撮」と扱い、「盗撮」行為については、私的使用を目的とした著作物の複製には著作権が及ばないとする著作権制限規定（著作権法30条1項）を適用せず、更に著作権侵害罪の私的使用を目的とした著作物の複製行為についての適用除外規定を適用しないものとした。よって、映画の「盗撮」行為（音声の録音を含む）は直ちに著作権（複製権）の侵害となり、かつ刑事罰の対象（著作権侵害罪）になる。
さらに、著作権侵害罪は親告罪であったが、環太平洋パートナーシップ協定（TPP協定）に伴い制定された環太平洋パートナーシップ協定の締結に伴う関係法律の整備に関する法律（平成28年12月16日法律第108号）が、環太平洋パートナーシップに関する包括的及び先進的な協定（TPP11協定）の締結により、環太平洋パートナーシップ協定の締結及び環太平洋パートナーシップに関する包括的及び先進的な協定の締結に伴う関係法律の整備に関する法律となり、TPP11協定協定発効日である2018年（平成30年）12月30日から施行された。この法律による著作権法の改正により、所定の要件（対価として財産上の利益を受ける目的または著作権者等の得ることが見込まれる利益を害する目的、原作のままの映画の複製物を公衆に譲渡し 又は原作のままの映画の公衆送信を行うために、映画を盗撮する）が認められる場合には告訴権者の告訴は不要となる著作権法における非親告罪化が行われた。

## 成立の背景と経緯

### スクリーン録画による海賊版の流通
1980年代に、映画館で上映される映画をビデオカメラで録画して作成されたと考えられる映画の海賊版が出回るようになった。これは、家庭用の録画・録音機器の普及によって、映画館内に機器を容易に持ち込めるようになったためだと考えられている。映画館で録画された海賊版は、正規版のメディアを複製した海賊版と比較すると、影像や音声が不鮮明である一方で、映画が一般公開された直後に流出する点で興行収入への影響が無視できないものであった。
2000年代に入ると、カメラやマイク、カメラ付き携帯電話などの小型・高性能化により、映画館における映画の録画・録音をより鮮明に、かつ隠密に行うことが可能になった。さらに、これまで海賊版の流通媒体として主に使われてきたアナログのビデオテープに代わり、DVDやインターネットといったデジタル技術を基盤としたデータ複製、送信手段が普及した結果、海賊版の映像や音声を劣化させることなく複製し、短時間に世界中に流通させることが可能となった。その結果、海賊版の流通による興行収入への影響はいっそう深刻なものになっていった。
アメリカ映画業協会（MPAA）の海外管轄団体であるMPAの試算によると、2005年、日本国内の映画館における盗撮によって流出した海賊版による日本国内の損害額は、邦画と洋画を合わせて180億円であったという。同年の日本における映画興行収入は約1980億円であったことから、海賊版の流通が、興行収入を1割近く減少させていると指摘している。

### 従来法の限界

#### 著作権法を根拠とした禁止措置
本法律を適用するまでもなく、日本の著作権法によれば、海賊版を作成し、流通させる目的をもって映画を録画・録音する行為は原則として著作権侵害にあたり（著作権法21条）、刑事罰の対象である（著作権法119条1項）。一方で、著作権法30条1項によれば、著作権者に無断で著作物を複製しても、その目的が著作物の私的使用であるならば著作権侵害とならない。
著作権法30条1項の存在は、著作権法を根拠とする映画盗撮の取り締まりを困難にしていた理由の一つであると指摘されていた。実際には海賊版の作成が目的で盗撮が行われていたとしても、盗撮者が本条文を盾として「録画・録音の目的は私的使用（家に持ち帰ってもう一度鑑賞し、保存しておくなど）である」と主張した場合、その主張を覆すことは容易ではなかった。海賊版業者はこういった事情を熟知しており、盗撮の実行者に対して、劇場の職員から行為を制止された場合には私的複製であると反論するように教育しているともいわれていた。実際に、暴力団関係者と思われる者が映画館の客席に堂々と三脚を立てて録画を行い、劇場の職員が制止しても「おまえは著作権法を知らないのか、これはおれたちが撮って私的に楽しむんだ、だからどこがいけない」と開き直られる事例もあったという。
著作権法には、映画館における録画・録音の時点では私的使用の目的があったとしても、その複製物を販売したり、複製した映画をネット配信したりするなど、私的使用の範囲を越えて利用した場合には、映画館で行われた録画・録音も複製（著作権法21条）とみなされて、結果として複製権侵害となる規定がある（著作権法49条1項1号）。しかし、映画館での録画・録音行為が事後的に著作権侵害となったところで、一旦、ネットに海賊版が流出してしまうと、全ての複製物を回収することは事実上不可能であり、権利者の救済を十分に図れないという問題があった。

#### 映画館の施設管理権や契約を根拠とした禁止措置
著作権法によることなく、映画館における映画の録画を禁止できる法律上の根拠として、映画館の施設管理権、および観客との契約がある。
映画館の施設管理者は、その施設管理権を行使することで、館内における映画の録画、館内への録画機器の持ち込みなどを禁止できる。実際に盗撮が行われた場合には、盗撮を制止し、盗撮者を映画館から退場させ、再入場を禁止するといった措置も可能である。
また、映画館における映画の録画、映画館内への録画機器の持ち込み等を禁止する規則、約款を制定し、その規則や約款への同意を映画館への入場の条件とすることによって、映画館への入場者にはその規則や約款を守らなければならないとする契約上の義務（債務）が生じるものと解される。そうすると、観客に対して契約に基づく義務の履行を求め、違反者には契約違反（債務不履行）による契約の解除、再契約の拒否といった措置をとることができる。
現に、多くの映画館には館内における映画の録画や録音を禁止する規則があり、録画機器の持ち込みや実際の録画を禁止する旨の掲示がみられる。また、映画上映前には映画の録画を禁止する内容のフィルム映像が上映され、観客に注意を促す措置がとられている。
しかし、施設管理権に基づく禁止措置では違反行為に対する直接の刑事罰の適用はなく、契約違反にも刑事罰の適用はないため、盗撮行為を効果的に抑止できないという問題が指摘されていた。

### 立法
本法律の成立に向けた具体的な検討は、2006年9月6日、自由民主党の知的財産戦略調査会において、日本映像ソフト協会会長・角川グループホールディングス代表取締役会長の角川歴彦が議員立法による映画盗撮の防止の法制化を要望したことに始まる。
角川の要望を受けて、同調査会の会長であった衆議院議員甘利明は、岸田文雄議員に対して法案のたたき台の作成を指示するとともに、10月に開催された第19回東京国際映画祭において、盗撮防止法制定の考えを公に表明した。
外国からの要望もあった。アメリカ合衆国連邦政府は、2006年の年次改革要望書の中で、映画館における盗撮禁止の法制化を要求している。
2007年1月31日には、日本映画製作者連盟、外国映画輸入配給協会、全国興行生活衛生同業組合連合会、MPA・アジア太平洋地域統括本部、日本映像ソフト協会が、連名で「映画の盗み撮り行為に罰則を」と題した声明を発表し、日本国政府に対して、映画盗撮を禁止する法律の制定を求めた。
こうした国内外からの要望を受けて、2007年2月、自民党のコンテンツ産業振興議員連盟が議員立法による映画盗撮防止の法制化を目指すことを決定した。その後、同連盟幹事長の岸田文雄が中心となって法律案を作成し、5月9日、衆議院の経済産業委員会において、与野党協議により作成された「映画の盗撮の防止に関する法律案」を委員会提出の法律案とすることを決定した。同委員会では民主党の川内博史と太田和美が法律案の問題点を指摘する質問を行ったが、その日のうちに採決されている。法案は翌10日の衆議院本会議で可決され、23日には参議院本会議で全会一致で可決、成立した。法案提出から成立までわずか14日というスピード成立であった。法律は5月30日に公布され、附則にしたがって3か月後の8月30日に施行された。
法律の内容は、映画館における映画の無許可録画・録音を原則として「盗撮」と扱い、たとえその目的が著作権法30条1項の要件を満たす私的使用であっても、30条1項を適用せず、複製権の侵害とするものである。さらに、著作権侵害罪の私的使用を目的とした著作物の複製行為についての刑事罰適用除外規定を、「盗撮」行為に対しては適用しないものとしたため、盗撮行為は刑事罰の対象となる。

### 国外犯
なお、本法律自体には、日本の国内と国外の行為に区別はないため、日本国外の盗撮行為に関しては著作権法の規定に依拠することとなる。
ただし、第3条（努力義務規定）については日本国内の事業者だけに適用される。
例えば「盗撮」行為による著作権侵害罪に関しては、著作権法には国外犯規定がないが、刑法施行法（明治41年3月28日法律第29号）第27条第1号により著作権法に掲げる罪については刑法第3条の例に従う、即ち日本国民の国外犯が適用になり、日本国内での行為の他、日本国民が日本国外（条約締結による著作権関係の保護が及ぶ国に限る。以下同じ）の映画館等で盗撮した場合も処罰対象となる。また、盗撮し作成した複製物を日本国内で頒布する目的で輸入すると、輸入した時点で著作権法第113条第1項により著作権侵害（罪）となる。また、日本国外の映画館等で採取した影像または音を外部に送信して日本国内で録音又は録画した場合も同様に「盗撮」行為に当たる。

## 法律の内容

### 法目的（第1条）
映画の無断複製物（海賊版）の流通による著作権侵害を問題視し、海賊版の有力な作成手段とみられる映画館における映画の盗撮を阻止することによって、映画産業における被害を食い止め、映画文化の振興と映画産業の健全な発展に寄与することが、本法律の目的である。

### 盗撮の定義（第2条）
「映画の盗撮」（「盗撮」）ほか用語を定義する。「上映」は著作権法の上映である。
「映画の盗撮」（「盗撮」）の定義は、第2条3号にある。
この定義規定の趣旨および解釈について、以下に詳述する。

#### 映画館等で行われること
「映画館等」で上映が行われる映画が録画・録音されることが、「映画の盗撮」の成立要件である。「映画館等」には、もっぱら映画の上映を目的とする施設である「映画館」に加えて、「その他不特定または多数の者に対して映画の上映を行う会場であって当該映画の上映を主催する者によりその入場が管理されているもの」が含まれる（2条2号）。たとえば、公民館、多目的ホールなど、必ずしも映画の上映を目的としない施設で映画を上映し、観客の入場を管理する場合でも、当該施設を「映画館等」として、盗撮を禁止する趣旨である。一般公衆に開放されている屋外の建築物の壁面などに設置された街頭大型テレビジョンなどは、観客の入場管理がされていないことから、本法律における「映画館等」には当たらない。
また、条文に「不特定または多数の者に対して」とあるので、上映の対象者が多数であれば、それが特定か不特定であるかを問うことなく、本法律における「映画館等」にあたる。一方、特定かつ少数に対して映画の上映を行う場合、本法律における「映画館等」にはあたらない。

#### 有料上映映画であること
条文に「観衆から料金を受けて上映が行われる映画」とあるので、有料で上映が行われる映画が録画・録音されることが「盗撮」の成立要件である。無料で上映が行われる映画の録画・録音は原則として「盗撮」と扱われない。ただし、条文に「観衆から料金を受けて行われる上映に先立って観衆から料金を受けずに上映が行われるものを含み…」とあるように、有料の上映開始に先立って開催される先行上映などの無料試写会の映画は、海賊版作成の対象となるおそれが否定できないため、規制の対象とされている。
この理由については、海賊版出現の可能性がある興行用映画に対象を限定し、例えば学校の文化祭で無料上映されているような映画を対象から除外し、私人に対する過度な規制を回避する趣旨である。たとえば「公衆に対する興行を目的として作成された映画」という定義も考えられたが、趣味や学術目的で作られた映画であっても後で興行的価値が生じる可能性があり、映画の作成目的に着目した定義では不十分であるため、観衆から料金を受けるか否かで線引きしたとする。

#### 著作権の対象となっている映画であること
条文に「…著作権の目的となっているものに限る」とあるように、著作権の目的となっている映画が録画・録音されることが「盗撮」の成立要件である。著作権法6条（保護を受ける著作物）各号に該当しないことにより保護を受けない映画や、著作権法54条（映画の著作物の保護期間）に基づいて著作権の保護期間が満了し、著作権が消滅した映画の録画・録音は、「盗撮」にあたらない。
本法律は著作権法の特例法であり、盗撮の規制は本法律ではなく著作権法に基づいて行われるから、著作権の対象となっている映画に限定する必要はないとも考えられる。しかし、第3条で映画産業の関係事業者に盗撮防止の措置を講じることを義務づけており、著作権の対象になっていない映画の上映においてまで盗撮防止措置を義務づけてしまうことを法文上回避するために、あえて限定している。

#### 録画・録音されること
条文に「映画の影像の録画（著作権法第2条第1項第14号に規定する録画をいう。）または音声の録音（同項第13号に規定する録音をいう。）をすること」とあるように「盗撮」の前提となる行為である「録画」および「録音」の定義は、著作権法に従う。
「録画」とは、「影像を連続して物に固定」することをいう（著作権法2条1項14号）。すなわち、「影像の再生を目的としてフィルムあるいはテープという連続した有体物につながった形で影像を記録する」行為が録画にあたる。したがって、写真（静止画）による複製は録画にはあたらず、たとえば「早撮りのカメラでパッパッと撮って、それをオート・スライド方式で映写することを目的とするというような行為」であっても、それはあくまでも写真複製にすぎず、著作権法上の録画にはあたらないと解されている。
「録音」とは、「音を物に固定」することをいう（著作権法2条1項13号）。
条文に「又は」とあるように、「録画」、「録音」のいずれか一方だけを行う場合も盗撮となる。音声の録音だけであってもそれを盗撮と扱うことによって、日本国外の映画館等で盗撮された影像（日本語吹き替えなし）に、日本国内の映画館等で録音された日本語の吹き替え音声を合成する手段による海賊版作成を阻止することが期待されている。
録画又は録音に掛かる固定行為は、必ずしも映画館等の内部で行われる必要はない（そのような構成要件は存しない）。たとえば、映画館等内部の影像または音声を一旦外部に送信し、映画館等外部でそれらを受信して録画または録音する行為も盗撮となる。なお、当該映画館等は日本国外であってもよく、日本国内で固定すれば「盗撮」行為に当たる。
また、固定に掛かる映像や音の採取行為も、同様に必ずしも映画館等の内部で行われる必要はない。映画の映像や音が映画館等の外に漏れていた場合であっても、それを採取し録画または録音すれば「盗撮」行為にあたる。（ただし過失で録画または録音し、または他の主著作物に副として影像または音声が入り込んだ（写り込み等）場合には、原則として著作権侵害罪は成立しない）。

#### 著作権者の許諾を得ていないこと
「（当該映画の著作権者の許諾を得てする場合を除く）」とあるように、映画の著作権者の許諾を得て録画・録音する行為は、盗撮から除外される。映画の著作物の著作権を保護することが本法律の目的であることを考慮すれば、著作権者の許諾を得て録画・録音する行為まで禁止する必要はないことによる。

### 盗撮防止のための努力規定 （第3条）
第3条は、「映画館等において映画の上映を主催する者」および「その他映画産業の関係事業者」に対して、映画の盗撮を防止するための措置を講じることを義務づけている。ここで、「映画館等において映画の上映を主催する者」は、映画興行会社などの上映事業者や、全国各地で開催される映画祭の主催者などを指し、「その他映画産業の関係事業者」は、映画の製作事業者、配給事業者などを指すものと解される。
本規定は訓示規定であるため、措置を怠ったとしても罰則の適用はない。
日本映画製作者連盟、全国興行生活衛生同業組合連合会などから構成される「映画館に行こう!」実行委員会が関係事業者向けに作成した「映画盗撮防止法Q&A」は、盗撮を防止するための措置として、
1. 盗撮行為が処罰対象となることの周知活動
2. 映画館への録音録画機器の持ち込み阻止
3. 盗撮行為の発見、通報のための観客への協力要請
4. 映画の最初の有料上映日および著作権者に関する情報の映画館等に対する確実な伝達
5. 映画館内の監視強化や防犯システムの導入
6. 盗撮が行われた映画館の技術的特定手段の導入

の6つを例示している。

### 著作権法30条1項の適用除外（第4条）
第2項で定義された映画の盗撮には、その目的によらず、著作権法30条1項を適用しない（4条1項）。その結果、映画の盗撮は、たとえその目的が私的使用であっても、原則として複製権（著作権法21条）の侵害となり、刑事罰（10年以下の懲役もしくは1000万円以下の罰金またはこれらの併科）の対象となる。また、損害賠償請求（民法709条）や差止請求（著作権法112条1項）などの民事的請求の対象にもなる。

#### 盗撮行為の適用除外規定
ただし、最初に日本国内の映画館等において観衆から料金を受けて上映が行われた日（以下、最初の有料上映開始日）から起算して8か月を経過した後の盗撮に対しては、4条1項の規定は適用しない（4条2項）。したがって、当該行為には著作権法30条1項適用の余地が残され、著作権侵害が成立しない可能性がある。盗撮の禁止期間を最初の有料上映開始日から8か月に限定した理由は、私人に対する過度な規制を回避するとともに、日本における新作映画の上映期間の多くが8か月であるという実情を考慮したものである。
最初の有料上映開始日から8か月の期間内であることは盗撮（2条3号）の要件ではなく、著作権法30条1項の適用除外（4条1項）の要件としている。このことは、最初の有料上映開始日から8か月が経過すれば、著作権法30条1項の適用除外がなくなる一方で、3条が定める盗撮防止のための努力義務は引き続き関係事業者に課されることを意味する。この努力義務は映画館等における映画の録画・録音行為が盗撮の要件（2条3号）を満たさなくなるまで、すなわち、保護期間の満了やその他の事由によって著作権が消滅するまで課されることになる（2条3号かっこ書）。
以上のように、本法律4条1項は、私的使用を目的とした複製（私的複製）は自由であることを原則とする著作権法30条1項に例外を設ける特別規定である。私的複製の自由を制限する立法例は初ではなく、既に、公衆用自動複製機器による複製（著作権法30条1項1号）、技術的保護手段の回避により可能となった複製（同2号）、違法な自動公衆送信を受信して行う録音・録画（同3号）を原則として著作権侵害とする規定が存在する。しかし、著作権法ではない特別法によって私的複製を制限する立法は、本法律が最初の事例である。その点から、私的複製の制限は、特別法という形ではなく、本来は著作権法の中で処理すべき課題であり、将来は著作権法に吸収すべきという指摘がある。

### 周知期間（附則）
本法律は2007年5月30日に公布され、附則にしたがい、3か月後の8月30日に施行されている。この3か月間は国民への周知期間、および映画産業の関係事業者が盗撮を防止するための措置を講じるための準備期間としている。
経過措置はないため、本法律の施行前に公開された映画についても、本法律が適用される。

### 著作権法の罰則規定や刑法との関係
本法律は著作権法の特別法として著作権法30条1項（および同項に基づいた刑事罰の適用除外）を適用除外するのみであり、著作権法や刑法に対するその他の特別規定をもたない。したがって、盗撮行為に対する刑事罰の適用は著作権法および刑法に基づいて判断される。
さらに、著作権侵害罪は親告罪であったが、環太平洋パートナーシップ協定（TPP協定)に伴い制定された環太平洋パートナーシップ協定の締結に伴う関係法律の整備に関する法律（平成28年12月16日法律第108号）が、環太平洋パートナーシップに関する包括的及び先進的な協定（TPP11協定）の締結により、環太平洋パートナーシップ協定の締結及び環太平洋パートナーシップに関する包括的及び先進的な協定の締結に伴う関係法律の整備に関する法律となり、TPP11協定協定発効日である2018年（平成30年）12月30日から施行された。この法律による著作権法の改正により、所定の要件（対価として財産上の利益を受ける目的または著作権者等の得ることが見込まれる利益を害する目的、原作のままの映画の複製物を公衆に譲渡し 又は原作のままの映画の公衆送信を行うために、映画を盗撮する）が認められる場合には告訴権者の告訴は不要となる著作権法における非親告罪化が行われた。一方、この所定要件を満たさない盗撮行為（純粋に私的使用目的と認められる場合など）は依然として親告罪のままである。
親告罪適用の場合は、本法律の適用によって成立する著作権侵害の罪も親告罪であり、著作権者による告訴がなければ、検察官は公訴を提起できない。ただし、告訴はあくまでも公訴の要件であって、捜査開始の要件ではないため、盗撮者が現行犯逮捕される可能性があり、また刑事訴訟法213条に基づき、民間人である映画館の職員が盗撮者を私人逮捕する可能性も指摘されている（ただし、現行犯逮捕、私人逮捕とも刑事訴訟法上の要件を満たさなければ成らない）。
著作権法には両罰規定（124条1項1号）もあるため、法人の代表者や従業者などがその業務として盗撮をした場合には、盗撮者のほか、その法人も刑事罰（3億円以下の罰金）の対象となる。
盗撮に使用されたビデオカメラなどの撮影用機器や、盗撮によって作成されたビデオテープなどの複製物は没収の対象になる（刑法19条1項）。また、著作権法には未遂を罰する規定がないため、盗撮未遂は罰しない（刑法44条）。

### 最初の有料上映開始日の重要性
最初の有料上映開始日を明確に把握することは、本法律の誤認適用を防止する観点と、映画の権利者が本法律を戦略的、効果的に活用するという観点の両方で重要であると考えられている。
最初の有料上映開始日が不明確であると、実際には8か月の期間を経過しているにもかかわらず、盗撮者を誤って摘発するおそれがある。警察庁は、各都道府県警察に対し、盗撮者を逮捕する際には、最初の有料上映開始日から8か月の期間内であることを、上映主催者に対して十分に確認することを求める通達を出している。また、前出の「映画盗撮防止法Q&A」でも、最初の有料上映開始日を映画館等に対して確実に周知することが、本法律第3条の「映画の盗撮を防止するための措置」の一例として挙げられている。

### 本法律の適用がない場合
仮に、映画館等内で行われた映画の録画・録音が盗撮の要件（2条）を満たさず、あるいは有料上映開始日から8か月を経過していることによって（4条2項）、本法律の適用を免れたとしても、著作権の対象である映画を海賊版作成の目的で録画・録音する行為は従来どおり著作権侵害であり、刑事罰の対象となる。さらに前述のとおり2018年（平成30年）12月30日以降は、所定の要件（対価として財産上の利益を受ける目的または著作権者等の得ることが見込まれる利益を害する目的、原作のままの映画の複製物を公衆に譲渡し 又は原作のままの映画の公衆送信を行うために、映画を盗撮する）が認められる場合には非親告罪となる。
本法律の適用がない場合に純粋に私的使用目的の録画・録音と認められる場合は、権利侵害性も刑事罰適用もないが、映画館等の施設管理権行使による禁止措置は可能であり、ほとんどの有料映画館等ではその措置がとられている。この私的使用目的として録音・録画したものを私的使用目的外で利用すれば従来どおり著作権侵害であり、刑事罰の対象となる（2018年12月30日以降前述の所定の要件を満たせば非親告罪）。

## 各機関の対応

### 映画業界
映画業界には、本法律の第2条に基づき盗撮防止のための努力義務が課されることになった。
これまで「夫婦50割引」や「高校生友情プライス」など、観客数増加を目的とした活動を行ってきた「映画館へ行こう！」実行委員会は、本法律が施行される2か月前の6月30日に「映画盗撮防止キャンペーン」を開始し、法律の施行日である8月30日には、各映画会社の幹部を有楽町マリオンの前に集めて、盗撮防止を呼びかける催しを開催した。
映画の本編上映開始前に上映されていた警告メッセージの内容も、本法律の施行に伴って変更された。かつては谷村美月が演じる少女が「映画が盗まれている。感動も盗まれている。大切なものが汚されていく…私は観ない。私は買わない。」と訴えながら、黒い涙を流し、その涙がやがて髑髏に変わるという内容の警告メッセージが上映されていたが、6月30日からは、ビデオカメラを模した被り物をした人物のパントマイムとともに、「劇場内での映画の撮影・録音は犯罪です。」という警告を表示するCM「NO MORE 映画泥棒」が、ほとんどの映画の前に上映されるようになった。

### 警察
本法律による盗撮の摘発が初めて行われたのは、施行からほぼ3年後の2010年7月23日のことである。石川県内の映画館で上映された『宇宙戦艦ヤマト 復活篇』を盗撮したとされる男性が著作権法違反（本法律に基づく複製権侵害）の罪で書類送検（検察官送致）された。また、2011年1月18日には、長野県内の映画館で上映中の映画『SP 野望篇』と『機動戦士ガンダム00』の音声を携帯電話で録音した男性が同様に書類送検されている。「盗撮」を定義する第2条によれば、録音のみであっても盗撮と扱われるが、長野県での事例は録音のみの行為が摘発された初の事例とされている。

## 評価

### 肯定的意見
映画業界は本法律の成立を歓迎した。アメリカ映画業協会(MPAA)は、本法律が成立した直後の2007年5月24日に声明を発表し、a victory for the worldwide film industry（世界中の映画産業にとっての勝利）と絶賛して、他国への波及を期待するコメントを掲載した。
主要な全国紙では、産経新聞が「映画盗撮防止法 賊版封じに厳罰は当然」と題する社説を2007年4月2日付で掲載し、本法律の制定を全面的に支持する論評を行っている。同社説では、一部からは重過ぎるとの指摘がある刑事罰（10年以下の懲役または1000万円以下の罰金、併科あり）について、「違法なコピーや海賊版づくりは創作活動の健全な発展に冷水を浴びせる重罪行為といえる。その社会的影響の大きさを考えれば、むしろ妥当な量刑であろう」として、支持する意見を表明している。読売新聞も4月8日の社説で、「盗撮のほとんどが犯罪を目的としている。到底、許されることではない」、「自民党がまとめた法案では、最高で懲役10年か罰金1000万円を科す、という厳しい罰則も盛り込んでいる。早急に成立を目指すべきだ」として、刑事罰の内容を支持した。
アメリカの6大映画会社の映画作品の著作権保護活動を日本国内で行っている日本国際映画著作権協会(JIMCA)は、この法律の施行後7年が経過した2014年、産経新聞の取材に対し、効果があったことを強調している。JIMCAは、アメリカの大手映画会社パラマウント、ソニー、20世紀フォックス、ユニバーサル、ディズニー、ワーナー6社の知的財産権を保護する活動を行うMPAの日本支部にあたる団体である。JIMCAの責任者によると、映画盗撮防止法の施行後、米国大手6社の作品が日本国内の映画館で盗撮された事例は、2009年公開のトム・ハンクス主演映画が盗撮された事例を最後に、5年間報告されていないという。

### 批判的意見
衆議院2007年5月9日、経済産業委員会では、以下の委員会による附帯決議が全会一致で採択された。
　政府は、映画文化の振興及び映画産業の健全な発展が将来に向けての我が国文化の振興に不可欠であることにかんがみ、映画の盗撮の防止に関する法律の施行に当たり、次の諸点について留意すべきである。
一　文化的所産である著作物の公正で円滑な利用がみだりに妨げられることのないよう努めること及び利用者の表現の自由の確保とのバランスに配慮することが重要であることにかんがみ、本法の措置はあくまで特例であって私的使用の複製を認める著作権法第三十条の規定が過度に制限されることのないよう運用面でも十全を期すること。
二　世界トップクラスのコンテンツ大国の実現に向けて、我が国の重要な文化的・知的資産でもある映画産業の一層の振興に官民挙げて取り組むこと。そのため、関係省庁等は、互いに密接に連携を図りつつ、効果的かつ効率的な支援を行うこと。
　右決議する。

## 日本以外の国における類似の法律
日本以外の国においても、映画館における映画の盗撮行為を禁止する法律がある。盗撮行為を知的財産権の侵害として禁止する立法例と、公共の安全の観点から盗撮を禁止する立法例が存在する。
アメリカ合衆国の連邦法では2005年4月に「ファミリーエンターテインメントと著作権に関する法律」(Family Entertainment and Copyright Act of 2005, FECA)が制定された。本法律は、著作権者の許諾を得ることなく、映画館において、映画やその他の視聴覚作品を複製、送信することを目的として録音録画機器を使用し、または使用を試みる行為を禁止している。違反時は、初犯の場合で最高3年、再犯の場合は最高6年の懲役刑が科される。また、映画館において当該機器を所持する行為は当該犯罪行為の証拠として扱われる。
アメリカの各州法も、盗撮を禁止する条項を独自に設けている。2007年7月、バージニア州アーリントンの映画館で起きた事例では、映画『トランスフォーマー』を携帯電話で無断録画した19歳の女性が逮捕された。録画時間はわずか20秒間であり、家に持ち帰って弟に見せるのが目的であったとされているが、映画館の館長は容赦ない措置を検察庁に求めたという。この女性は、バージニア州法に従い、第一級軽犯罪として最高で1年以下の懲役、または2500ドル（当時の日本円で約30万円）の罰金に処せられる可能性もあったが、結局、71ドル（同約8600円）の罰金刑が確定した。
香港では2000年に著作権海賊規制防止法が改正され、映画館などの公共娯楽施設に、管理人の明示的な同意を得ることなくビデオ録画機器を持ち込むことが禁止されている。違反時は、初犯の場合で最高5000香港ドルの罰金、再犯の場合で50000香港ドルの罰金または3ヶ月以下の禁固刑が科される。
イタリアでは2006年に公共安全法（法令733号）が改正され、公共娯楽の場での映画の盗撮が禁止されている。